# 평창시외버스터미널
평창시외버스터미널은 강원특별자치도 평창군 평창읍 백오1길 5번지 (하리 57-1번지)에 위치한 대한민국의 시외버스터미널이다. 건물 외벽 간판에는 평창버스정류장으로 되어 있었으나 건물 외벽을 보수하면서 평창버스터미널로 바꾸었다.
1983년에 준공되어 건물은 상당히 낙후된 편이며, 2층 건물로 구성되어 있지만 터미널이 차지하는 공간은 그리 넓지 않다. 터미널 내에 매표소와 대합실이 있으며, 승차홈과 하차홈 따로 구분하지 않고 버스가 정차장이 터미널 건물 앞에 따로 설치되어 있다.
2013년 6월에 평창군에서 1억 5000만원의 예산을 들여 7월 중순 완공을 목표로 대합실, 화장실, 건물 내·외벽 등 터미널 전면 보수를 실시하고 있다. 또한 2013년 7월에 이 곳에서 서울남부버스터미널로 운행하는 노선이 신설될 예정이다.

## 운행 노선

### 시외버스
| 방면        | 행선지                                                                                               |
| ----------- | --- |
| 강원권 방면 | 강릉, 대화, 면소, 미탄, 방림, 북방, 안흥, 영월, 운교, 원주, 임계, 장평, 정선, 진부, 홍천, 횡계, 횡성 |
| 수도권 방면 | 동서울                                                                                               |
| 충청권 방면 | 쌍용, 제천                                                                                           |